# Paolo Gennari
Paolo Gennari, né le 11 septembre 1908 à Plaisance (Italie) et mort le 29 janvier 1968 dans la même ville, est un rameur d'aviron italien.

## Palmarès

### Jeux olympiques
- Amsterdam 1928
  -  Médaille de bronze en quatre sans barreur[1].